# Рокая, Хари Бахадур
Хари Бахадур Рокая (англ. Hari Bahadur Rokaya; род. 2 сентября 1965) — непальский легкоатлет, выступавший в беге на средние и длинные дистанции и марафонском беге. Участник летних Олимпийских игр 1988 и 1992 годов.

## Биография
Хари Бахадур Рокая родился 2 сентября 1965 года.
В 1988 году вошёл в состав сборной Непала на летних Олимпийских играх в Сеуле. В беге на 1500 метров в четвертьфинале занял последнее, 15-е место, показав результат 4 минуты 1,17 секунды и уступив 9,44 секунды попавшему в полуфинал с 6-го места Абделю Маджиду Монсефу из Марокко. В беге на 5000 метров в четвертьфинале занял 15-е место, показав результат 14.53,75 и уступив 1 минуту 2,15 секунды попавшему в полуфинал с 9-го места Алехандро Гомесу из Испании. В беге на 10 000 метров в полуфинале занял 19-е место, показав результат 30.48,16 и уступив 2 минуты 11,50 секунды попавшему в финал с 8-го места Маурисио Гонсалесу из Мексики.
В 1992 году вошёл в состав сборной Непала на летних Олимпийских играх в Барселоне. В марафонском беге занял 70-е место с результатом 2 часа 32 минуты 26 секунд и уступив 19 минут 3 секунды завоевавшему золото Хвану Ён Джо из Южной Кореи.

## Личные рекорды
- Бег на 1500 метров — 4.01,17 (29 сентября 1988, Сеул)[5]
- Бег на 5000 метров — 14.34,43 (1987)[5]
- Бег на 10 000 метров — 30.48,16 (23 сентября 1988, Сеул)[5]
- Марафон — 2:23.54 (1994)[5]